# François Parenteau
Pour les articles homonymes, voir Parenteau.
François Parenteau est un réalisateur, un journaliste et un humoriste québécois.

## Biographie
Il a agi comme imitateur, concepteur publicitaire et auteur pour le magazine humoristique Croc. Il a été comédien dans des spectacles d'humour. Il a participé à la Course destination monde en 1994-1995.
Il est ensuite journaliste et réalisateur pour l'émission Points chauds, diffusée par Télé-Québec. Il est aussi chroniqueur et commentateur de l'actualité, de la politique, de la culture et du milieu artistique dans chaque émission de Génération 2000, sur les ondes de Musimax. Ces émissions passent en revue de façon chronologique les évènements marquants de chaque année de la décennie 2000.
Parenteau donne des cours sur l'humour à l'École nationale de l'humour.
Il est membre du collectif d'humoristes Les Zapartistes jusqu'en 2011.
De 1997 à 2005, il livre un billet radiophonique hebdomadaire à l'émission Samedi et rien d'autre à la radio de Radio-Canada. Trois recueils en ont été tirés : Réveils mutins (1998), Réveils mutins II (2000) et Délits d'opinion (2006). En décembre 2005, Radio-Canada met fin à son contrat, son billet satirique ayant pris une tangente pamphlétaire, ce qui ne respectait plus les termes de son contrat. Plusieurs protestations se sont élevées contre cette décision de la Radio-Canada,,,, que celle-ci a justifiée dans une lettre publiée.
Depuis 2006, il écrit une chronique régulière intitulée « Impertinences » dans l'hebdomadaire montréalais Voir.
En 2015, il coanime avec Marc-André Carignan l'émission Mise à jour, diffusée sur la chaîne MAtv de Vidéotron.